# Ungarere
Ungarere (Magyar, Magyarország) er en folkegruppe, som først og fremmest knyttes til Ungarn. Ordet ungarsk har en videre mening fordi det, særlig tidligere, henviste til alle indbyggere i det ungarske kongedømme uanset etnisk identitet. Det latinske udtryk natio hungarica henviste til adelen i kongedømmet Ungarn uden hensyn til etnisk tilhørighed.
I Ungarn boede i 2001 9,5 millioner ungarere. Ungarerne har udgjort størstedelen af befolkningen i det ungarske kongedømme, som har eksisteret gennem størstedelen af det 2. årtusinde. Som følge af kongedømmets deling ved Trianon-traktaten blev mange ungarere nationale minoriteter i Rumænien (1.400.000), Slovakiet (520.000), Serbien (293.000), Rusland og Ukraine (170.000), Østrig (40.580), Kroatien (16.500), Tjekkiet (14.600) og Slovenien (10.000). Betydelige grupper af ungarsk afstamning bor i forskellige dele af verden som i USA (1,4 mio.), men til forskel fra ungarerne, som lever i områderne, som tilhørte det tidligere ungarske kongedømme, er det kun en minoritet, som har holdt fast i ungarsk sprog og traditioner.
Ungarn afholdt i december 2004 folkeafstemning om hvorvidt, man skulle bevilge ungarsk statsborgerskab til ungarere bosatte uden for Ungarns grænser uden at kræve permanent ophold i Ungarn. Folkeafstemningen blev ikke gyldig på grund af mangel på afgivne stemmer. Dette førte til en vis vækst i rekrutteringen til nationalistiske bevægelser og partier i omgivende lande.

## Etymologi
Benævnelsen magy-ar består af to dele, hvoraf den første menes at henvise til det nærmeste frændefolk mansij (vogulerne) og det andet til ordet er(j) i betydningen menneske.[kilde mangler] Ordet forekommer første gang i en græsk tekst fra 500-tallet og i 800-tallet i arabiske kilder.[kilde mangler] I disse kilder betegner det folkestammen. I latinske tekster fra 1100-tallet betegner det en fyrsteslægt, som koloniserede Ungarn.
Ordet ungarsk ser ud til at være afledt af det bulgarsk-tyrkiske onogur (ti-stammefolket), som ungarerne i det 6. århundrede var naboer til (eller i forbund med). Samme ord ligger til grund for navnet på sprogfamilien ugri.

## Etnisk tilhørsforhold og oprindelse
Ungarernes oprindelse er ikke fastslået med sikkerhed. Den mest udbredte teori er den finsk-ugriske fra slutningen af det 19. århundrede baseret på lingvistiske og etnografiske argumenter. Ifølge denne skal ungarerne have deres oprindelse i områderne nordøst for Det Kaspiske Hav og være vandret mod vest norden om Sortehavet indtil, at de nåede det senere ungarn. Men teorien er blevet kritiseret for at lægge for stor vægt på sproglige indikationer. Andre teorier hævder, at ungarerne stammer fra skytere og hunner, tyrkiske folk, avarer og/eller sumeriske folk. I første række hviler disse på legender fra middelalderen, legender med højst diskutabel troværdighed og videnskabelig pålidelighed, samt lidet systematiske sproglige sammenligninger. Mange forskere forkaster derfor disse teorier som ren spekulation.
Finsk-ugrisk er en gruppe beslægtede sprog, hvilket ikke nødvendigvis indebærer, at folkene, som taler disse sprog, er tilsvarende etnisk beslægtede. Det samme er tilfældet for fx de indoeuropæiske sprog. Desuden er ugrisk-ungarsk sprog lige så fjernt beslægtet med finsk sprog, som fx russisk sprog er beslægtet med italiensk eller med spansk.

### Øst for Uralbjergene (før det 4. århundrede e. Kr.)
I det 4. årtusinde f.Kr. slog de første finsk-ugriske grupper sig ned øst for Uralbjergene, hvor de ernærede sig ved jagt og fiskeri. Derfra kom ugrierne, det vil sige forfædrene til ungarerne, til de skovbevoksede dele af stepperne i det vestlige Siberien, hvor de skabte sine tidligste bosættelser fra i hvert fald ca. 2.000 f.Kr. og fremover. Bosættelserne havde nok så stor lighed med dem, som fandtes i den nordvestlige del af androvo-kulturen. Nogen af de mere udviklede stammer fra stepperne længere syd på lærte dem jordbrug, husdyrhold og tilvirkning af bronzegenstande. Omkring 1.500 f.Kr. begyndte de at tæmme heste og blev et rytterfolk.
Som følge af klimaforandringerne i det 1. årtusinde f.Kr. flyttede den ugriske undergruppe ob-ugrierne, som indtil da havde boet i nordligere egne, syd over til den nedre Ob-flod, mens den ugriske undergruppe, som var forfædre til proto-ungarerne, forblev i syd og blev et nomadisk hyrdefolk. Fra ob-ugriernes endelige afrejse omkring 500 f. Kr. kan forfædrene til nutidens ungarere betragtes som en egen etnisk gruppe, proto-magyarerne. I de følgende århundreder boede proto-magyarerne fortsat på skov-stepperne og på stepperne sydøst for Uralbjergene, hvor de blev de nærmeste naboer til og stærkt influerede af de gamle sarmater.

### Basjkirien og Khazar-khaganatet (4. århundrede – ca. 830 e. Kr.)
I det 4. århundrede e.Kr. flyttede proto-magyarerne vest for Uralbjergene til området mellem de sydlige Uralbjerge og Volga (Basjkirien eller Basjkortostan).
Tidlig i det 8. århundrede flyttede dele af proto-magyarerne til floden Don (til et område mellem Volga, Don og Donets Donets, som blev kaldt Levedia. Efterkommerne af disse proto-magyarer, som forblev i Basjkirien, blev observeret så sent som i 1241.
Mange historiske omtaler regner magyarerne (ungarerne) og basjkirerne som to grene af det samme folk. Imidlertid er de moderne basjkirer forskellige fra deres ophav, et folk som blev decimeret under de europæiske mongol-invasioner i det 13. århundrede og assimilerede i de tyrkiske folk.
Proto-magyarerne ved Don var underlagt Khazarernes khaganat. Deres naboer tilhørte den arkæologiske saltov-kultur, det vil sige bulgarer (protobulgarer, efterkommere af onogurerne) og alanerne, som de lærte havebrug og elementer af storkvæghold og jordbrug af. Bulgarerne og magyarerne levede i et langvarigt fællesskab i khazarerne som skiftevis allierede og rivaler. Deres skik med to herskere (senere kendt som kende og gyula) antages at være en arv fra khazarerne. Ifølge traditionen var magyarerne organiserede i en konføderation af syv stammer: Jenő, Kér, Keszi, Kürt-Gyarmat, Megyer (Magyar), Nyék, og Tarján.

### Etelköz (ca. 830 – ca. 895)
Omkring 830 udbrød der borgerkrig i khazar-khaganatet. Dette førte til, at tre af khazarstammerne slog sig sammen med magyarerne og drog til det, som magyarerne kaldte Etelköz, det vil sige området mellem Karpaterne og Dnepr – det som omtrent svarer til nutidens Ukraine.
Omkring 854 stod magyarerne over for det første angreb fra Petsenegerne. (Ifølge andre kilder var grunden til, at magyarerne drog til Etelköz netop angreb fra petsjenegerne.) Magyarerne kan have lært sit tyrkiske tungemål fra [kabarerne] og de tidligere bulgarere. Ifølge den finsk-ugriske teori kan dette forklare mindst 300 ord og navne, som endnu er i brug i det moderne Ungarn. Vikingerne og østslaverne blev magyarernes nye naboer. Arkæologiske fund kan tyde på, at magyarerne kom i ret nær forbindelse med begge parter. Fra 862 og frem over startede magyarerne (allerede omtalt som Ungri) sammen med sine allierede, kabarerne, en serie plyndringstogter fra Etelköz til flodområdet ved Karpaterne, først og fremmest mod Det østfrankiske rige, Tyskland og Stor-Mähren, dernæst mod fyrstedømmet Balaton og Bulgarien.

### Indvandringen til flodområdet ved Karpaterne (efter 895)
I 895/896, antagelig under lederskab af høvdingen Árpád, krydsede en del af magyarerne Karpaterne for at komme ind i Transsylvanien. Stammen kaldte sig megyarer (megyer) og var den ledende stamme i magyar-alliancen, som erobrede de centrale dele af området. Samtidig, omkring ca. 895, blev magyarerne i Etelköz angrebet af bulgarere (som et resultat af magyarernes indblanding i den bulgarsk-byzantinske krig i 894-896), og siden af deres gamle fjender petsenegerne. Det er imidlertid usikkert, om disse konflikter var den virkelige årsag til, at magyarerne forlod Etelköz.
I flodområdet ved Karpaterne havde magyarerne oprindeligt besat området under Stor-Mähren og det øvre og mellemste område ved floden Tisza, et tyndt befolket område, som ifølge arabiske kilder blev brugt af Stor-Mähren som forvisningssted for kriminelle, og hvor romerne havde ladet Jasygerne slå sig ned nogen hundrede år tidligere. Herfra intensiverede magyarerne deres plyndringstogter over hele det europæiske kontinent. I 900 flyttede de fra øvre Tisza til Transdanubien (Pannonien), som senere blev kerneområdet i den voksende ungarske stat. Deres allierede, kabarerne, antagelig under Kurzans lederskab, slog sig ned i områderne omkring Bihar. Da magyarerne trængte ind i flodområdet vest for Karpaterne, var befolkningen i hovedsagen slavere.
Rester efter de eurasiske avarer holdt til i sydvest og rumænere i øst og sydøst. Dette sidste er imidlertid højst omdiskuteret. Efter slaget ved Augsburg i 956 ændrede magyarerne gradvis deres livsførelse fra at være et hyrdefolk til at blive jordbrugsfolk, og de lånte hundredvis af slaviske landbrugsrelaterede ord.
Arkæologiske fund fx i Polen tyder (ifølge Przemysl) på, at en stor del af magyarerne forblev nord for Karpaterne efter Árpáds indtog i 895/896. I 900 ser det ud til, at disse efternølere har slået følge med de øvrige magyarer. I Transsylvanien findes desuden en ensartet ungarsk befolkning, som historisk set ikke hører med til de magyarer, som var under Árpád: Szeklere, den største etniske komponent i den ungarske minoritet i Rumænien, og fuldt ud anerkendt som magyarer. Székelyfolkets oprindelse, særlig tidspunktet for deres bosættelse i Transsylvanien, er genstand for uenighed mellem historikere.

#### Efter 900
Mange hælder til den opfattelse, at det var magyarernes leder Árpád, som i 896 førte dem ind i flodområderne ved Karpaterne. Den magyarske ekspansion blev stanset i slaget ved Lechfeld i 955. De ungarske bosættelser i området var velsete hos paven, som kronede Stefan 1. til konge af Ungarn i 1001, efter at magyarernes ledere havde antaget den kristne tro. Århundredet mellem magyarernes ankomst fra de østeuropæiske sletter og til konsolideringen af det ungarske kongerige i 1001 var domineret af plyndringstogter på kryds og tværs over Europa.
Under erobringen af Ungarn udgjorde folketallet i den ungarske nation mellem 25.000 og 1.000.000.
(Ungarske historikeres laveste estimater ligger på rundt 70.000, mens serbiske og kroatiske anslår tallene til at være langt lavere, omkring 25.000.) Den slaviske befolkning i regionen (og rester efter de eurasiske avarer) i sydvest blev også næsten fuldstændig assimilerede af magyarerne bortset fra dem, som lever i dagens Kroatien og Slovakiet. Kroatien indgik i det ungarske kongerige i 1102.
Den første nøjagtige folketælling i kongeriget Ungarn, som medtog alle de etniske grupperinger, blev lavet i 1850/1851. Mulige ændringer i den etniske sammensætning af befolkningen i Ungarn er genstand for debat mellem magyarer og ikke-magyarer (især slovaker og rumænere).
- Nogen historikere støtter teorien om, at magyarernes andel i flodområdet ved Karpaterne var tilnærmet konstant 80% gennem hele middelalderen, og at de først mindskede under de osmanniske erobringer, da befolkningsandelen sank så lavt som til 39% (eller i følge ikke-ungarske historikere: 29%) ved slutningen af det 18. århundrede. Magyarernes tilbagegang var en følge af konstant krig, madmangel og pest under det 150 år lange osmanniske herredømme. De vigtigste krigsskuepladser var de områder, som var befolkede af magyarer, så antallet af dødsofre blandt dem var meget højere end blandt andre befolkningsgrupper. I det 18. århundrede faldt deres andel af folketallet yderligere på grund af tilstrømning af nye bosættere fra Tyskland, Serbien og andre lande.
- En del slovakiske og rumænske historikere synes at lægge særlig vægt på kongedømmets multietniske karakter allerede i middelalderen, og de hævder, at den drastiske ændring i den etniske sammensætning, som bliver påstået af ungarske historikere, i virkeligheden aldrig fandt sted. Følgelig antager de, at magyarerne, siden staten blev dannet, aldrig har udgjort mere end omkring 30-40% af den totale befolkning. Særlig heftig er debatten mellem ungarske og rumænske historikere om den etniske sammensætning op gennem tiderne i Transsylvanien.

I det 19. århundrede voksede magyarernes andel af befolkningen i kongeriget Ungarn gradvist og nåede mere end 50% omkring 1900. Spontan assimilering var en vigtig faktor, særligt blandt jødiske og tyske minoriteter i befolkningen i de større byer. På den anden side forlod omkring 1,5 mio. (hvoraf 2/3 var ikke-ungarere) kongeriget Ungarn mellem 1890 og 1910 for at undslippe fattigdommen.
Årene 1918-1920 udgjorde et vendepunkt i magyarernes historie. Med Trianon-traktaten blev kongeriget delt i flere mindre dele, og efter afståelserne var Ungarn reduceret til en tredjedel af sit oprindelige areal. Mange af magyarerne blev minoriteter i nabolandene. I det 20. århundrede voksede magyar-befolkningen fra 7,1 mio. i 1920 til omkring 10,4 mio. i 1980 på trods af store tab af menneskeliv under 2. verdenskrig og den massive emigration efter revolutionen i 1956. I nabostaternes områder med ungarsk bosættelse, særlig i Transsylvanien og Vojvodina, stagnerede tallet på ungarere eller gik lidt tilbage på grund af (delvis tvungen) assimilation, emigration til Ungarn og naturlig reduktion af andre årsager.
Efter de store fødselsoverskud i 1960-erne begyndte en demografisk krise at udvikle sig i Ungarn som i nabolandene. Magyarbefolkningen i Ungarn nåede et højdepunkt i 1980 og begyndte derefter at gå tilbage. Det er forventet, at magyarbefolkningen i Ungarn og nabolandene yderligere vil gå tilbage til ca. 7-8 mio. i 2050.
I dag udgør magyarerne i flodområdet ved Karpaterne ca. 35% af befolkningen. Antallet er omkring 12-13 millioner i 2006, næsten det samme som i 1910. Mens andre befolkningsgrupper i det 20. århundrede voksede 2-3 gange (eller endda mere), stagnerede magyar-befolkningen. Befolkningsvæksten i Ungarn var, efter Bulgarien, den tredje laveste i verden. Fra 1950 til 2000 voksede befolkningen kun fra 9.338.000 til 10.137.000, eller 8,6% på 50 år – eller 1,72 promille om året.

## Senere påvirkninger
Oven i de folkegrupper, som er nævnt oven for, og som blandede sig med magyarerne i løbet af deres lange vandringer før ankomsten til Ungarn, kommer indslag af andre folkegrupper som slog sig ned i områderne efter, at magyarerne havde etableret sig der. Blandt dem er kumaner, petseneger og jasoner og senere tyskere og andre vesteuropæiske bosættere i middelalderen. Rumenere og slovaker havde levet sammen med og blandet sig med magyarerne siden tidlig middelalder. Både jødiske minoriteter og sigøjnerminoriteter har boet i Ungarn siden middelalderen. Tyrkiske folkeslag bosatte sig fra ca. 1541 til ca. 1699 i de centrale dele af nutidens Ungarn, mens landet var besat af Det osmanniske Rige. I grænseområderne, som under tyrkernes herredømme var blevet stærkt affolkede, blev nye bosættere inviterede til at slå sig ned i det 18. århundrede, især tyskere, slovakker, serbere og kroater. Alle bidrog til dannelsen af den etniske mangfoldighed, som prægede Ungarn før landets deling efter 1. verdenskrig. De avancerede økonomiske og politiske forhold blandt slaverne, som havde bosat sig over hele området før magyarernes erobring, havde betydelig indflydelse på kulturen hos de nyankommende magyarer efter 896. Adskillige ungarske ord, som relaterer sig til jordbrug, politik, religion og håndværk, er låneord fra slaviske sprog.

## Ungarernes udbredelse
| Land                      | Ungrare         | Informationsår |
| ------------------------- | --------------- | -------------- |
| Ungarn                    | 9 416 015       | 2001           |
| efterfølgerstaterne       |                 |                |
| Rumænien (Transsylvanien) | 1 431 807       | 2002           |
| Slovakiet                 | 520 528         | 2002           |
| Serbien (Vojvodina)       | 293 299         | 2002           |
| Ukraine                   | 156 600         | 2001           |
| Østrig                    | 40 583          | ?              |
| Kroatien                  | ?               |                |
| Slovenien                 | ?               |                |
| resten af verden          |                 |                |
| USA                       | 1 398 000       | 2000           |
| Canada                    | 267 000         | 2001           |
| Israel                    | 10 000          | 2005           |
| Vesteuropa                | 260 000–270 000 | ?              |
| Tyskland                  | 73 800          | ?              |
| Sverige                   | 40 000 – 70 000 |                |
| Sydamerika                | 70 000–160 000  | ?              |
| Brasilien                 | 80 000          | 2002           |
| Australien og New Zealand | 62 000          | ?              |

## Kort og billeder
- Magyarer i kongedømmet Østrig-Ungarn i 1911.
- Székely-ungarere på vandring.
- Ungarere i Rumænien.
- Ungarere i Vojvodina, Serbien.
- Csárdás-folkedansere i Doroslovo, Vojvodina, Serbia.